# Љуба (Шид)
Љуба (слч. Ľuba) је насеље у Србији у општини Шид у Сремском округу. Према попису из 2022. било је 361 становника.
Овде се налази Сеоска кућа у Љуби, као непокретно културно добро.

## Историја

### Османска власт (1526-1688)
Године 1526. Османско царство је довршило освајање Срема. Од свог првог помена 1568, Љуба је била део илочке нахије санџака Срем. На пописима 1568, 1578. и 1590. сеоски кнез био је Балета Марко. Број пореских домаћинстава (не нужно и укупни број домаћинстава) у Љуби током друге половине 16. века изгледао је овако:
| 1568 | 1578 | 1590 |
| ---- | ---- | ---- |
| 37   | 34   | 33   |

Љуба је спадала у ред насеља изражене етничке хетерогенисти, што се може видети на основу ономастичког материјала.

### Хабзбуршка власт (1688-1918)
По хабзбуршком освајању највећег дела Срема (1688-1691), цар Леополд I је принцу Ливију I из породице Одескалки препустио читаву област због раније датих новчаних позајмица. Поседи Одескалкија званично су оформљени као Сремско војводство. Касније су из њега издвајана властелинства и територије Војне Границе, али је Љуба остала у поседу Одескалкија, који је сам постао саставним делом Краљевине Славоније.
Православно становништво села је у црквеном смислу припадало Шидском протопрезвитерату Карловачке митрополије према организационој схеми из 1756. Римокатоличко становништво је у црквеном смислу припадало римокатоличкој жупи у Соту, која је била под јурисдикцијом обновљене Сремске дијецезе, са центром у Каптолу покрај Пожеге. Због малих прихода ова бискупија је обједињена са Босанско-ђаковачком 1773. булом "Universi orbis Ecclesiis" папе Климента XIV, са седиштем у Ђакову.
На пробним пописима између 1780. и 1783, учињеним пред стварање Јозефинског пописа, Љуба је имала око 400 становника. Иако су резултати варирали, римокатоличко становништво је имало око 250-300 становника, а православно око 80-90. Подаци за протестантско становништво нису наведени.
Од 1840-их у Љуби постоји и мала јеврејска заједница (испод 10 лица), која се спомиње у пописима до 1910. Највећа породица била је породица Хендлер.
Сремска жупанија је постала делом Краљевине Хрватске и Славоније 1868.
Према попису из 1890, Љуба је имала 805 становника, од чега 44,2% римокатолика, 35,3% протестаната и 20% православаца. Према попису из 1900, Љуба је имала такође 805 становника, од чега 36% Словака, 28,3% Хрвата, 20% Срба, 12% Мађара и 2,5% Немаца.

### Југословенска држава (1918-2006)
Простор на коме се Љуба налазила 1918. био је организован у Сремску жупанију, која је 1922. реорганизована у Сремску област. У обе административне јединице Вуковар је био административним центром. Сама Љуба налазила се у Шидском срезу. Према наредби Министарства за аграрну реформу, 1925. је спроведен поступак утврђивања објеката аграрне реформе некадашњег Сремског војводства и у Љуби.
Шидски протопрезвитерат Карловачке митрополије је реформисан у Српско православно архијерејско намесништво шидско по формирању Српске православне цркве.
Новом територијално-административном реформом 1929. Љуба је постала делом Дунавске бановине са центром у Новом Саду. Одлуком Краљевске банске управе из 1934, члановима породице Одескалкија одузети су делови имовине у Љуби, а експропријација је дефинитивно извршена 1938.
Споразумом Цветковић-Мачек из 1939. године, део Дунавске бановине у ком се налазила и Љуба припао је Бановини Хрватској.

## Географија
Љуба је сеоско насеље у општини Шид, у Сремском округу, на јужним падинама Фрушке горе, на развођи између потока Шидина и потока Милин до, на просечно 231 м.н.в. Насеље је крстасте основе и радијалне структуре. Становништво се бави пољопривредом (сточарством, воћарством и виноградарством).

## Демографија
У насељу Љуба живи 450 пунолетних становника, а просечна старост становништва износи 42,7 година (40,1 код мушкараца и 45,2 код жена). У насељу има 203 домаћинства, а просечан број чланова по домаћинству је 2,75.
Становништво у овом насељу веома је хетерогено, а већину чине Словаци. У последња три пописа, примећен је пад у броју становника.
|  |

| Демографија | Демографија | Демографија |
| Година      | Становника  | Становника  |
| ----------- | ----------- | ----------- |
| 1948.       | 822         |             |
| 1953.       | 884         |             |
| 1961.       | 838         |             |
| 1971.       | 757         |             |
| 1981.       | 639         |             |
| 1991.       | 585         | 583         |
| 2002.       | 559         | 563         |

| Етнички састав према попису из 2002.‍ | Етнички састав према попису из 2002.‍ | Етнички састав према попису из 2002.‍ | Етнички састав према попису из 2002.‍ | Етнички састав према попису из 2002.‍ |
| ------------------------------------ | ------------------------------------ | ------------------------------------ | ------------------------------------ | ------------------------------------ |
|                                      |                                      |                                      |                                      |                                      |
| Словаци                              | Словаци                              |                                      | 301                                  | 53,84%                               |
| Хрвати                               | Хрвати                               |                                      | 127                                  | 22,71%                               |
| Срби                                 | Срби                                 |                                      | 92                                   | 16,45%                               |
| Мађари                               | Мађари                               |                                      | 13                                   | 2,32%                                |
| Југословени                          | Југословени                          |                                      | 4                                    | 0,71%                                |
| Русини                               | Русини                               |                                      | 2                                    | 0,35%                                |
| Муслимани                            | Муслимани                            |                                      | 1                                    | 0,17%                                |
| непознато                            | непознато                            |                                      | 1                                    | 0,17%                                |

| \| \| м \| \| \| ж \| \| ? \| 0 \| \| \| 2 \| \| 80+ \| 4 \| \| \| 13 \| \| 75—79 \| 8 \| \| \| 19 \| \| 70—74 \| 19 \| \| \| 29 \| \| 65—69 \| 11 \| \| \| 18 \| \| 60—64 \| 16 \| \| \| 22 \| \| 55—59 \| 14 \| \| \| 14 \| \| 50—54 \| 17 \| \| \| 12 \| \| 45—49 \| 27 \| \| \| 18 \| \| 40—44 \| 30 \| \| \| 16 \| \| 35—39 \| 17 \| \| \| 23 \| \| 30—34 \| 19 \| \| \| 14 \| \| 25—29 \| 13 \| \| \| 11 \| \| 20—24 \| 18 \| \| \| 13 \| \| 15—19 \| 25 \| \| \| 13 \| \| 10—14 \| 16 \| \| \| 16 \| \| 5—9 \| 11 \| \| \| 16 \| \| 0—4 \| 11 \| \| \| 14 \| \| Просек : \| 40,1 \| \| \| 45,2 \| |      |  |  |      |
| |      |  |  |      |
| | м    |  |  | ж    |
| ? | 0    |  |  | 2    |
| 80+ | 4    |  |  | 13   |
| 75—79 | 8    |  |  | 19   |
| 70—74 | 19   |  |  | 29   |
| 65—69 | 11   |  |  | 18   |
| 60—64 | 16   |  |  | 22   |
| 55—59 | 14   |  |  | 14   |
| 50—54 | 17   |  |  | 12   |
| 45—49 | 27   |  |  | 18   |
| 40—44 | 30   |  |  | 16   |
| 35—39 | 17   |  |  | 23   |
| 30—34 | 19   |  |  | 14   |
| 25—29 | 13   |  |  | 11   |
| 20—24 | 18   |  |  | 13   |
| 15—19 | 25   |  |  | 13   |
| 10—14 | 16   |  |  | 16   |
| 5—9 | 11   |  |  | 16   |
| 0—4 | 11   |  |  | 14   |
| Просек : | 40,1 |  |  | 45,2 |

| Година пописа     | 1948. | 1953. | 1961. | 1971. | 1981. | 1991. | 2002. |
| ----------------- | ----- | ----- | ----- | ----- | ----- | ----- | ----- |
| Број домаћинстава | 206   | 226   | 232   | 229   | 216   | 212   | 203   |

| Број чланова      | 1  | 2  | 3  | 4  | 5  | 6 | 7 | 8 | 9 | 10 и више | Просек |
| ----------------- | -- | -- | -- | -- | -- | - | - | - | - | --------- | ------ |
| Број домаћинстава | 50 | 55 | 34 | 34 | 20 | 9 | 1 | 0 | 0 | 0         | 2,75   |

| Пол    | Укупно | Неожењен/Неудата | Ожењен/Удата | Удовац/Удовица | Разведен/Разведена | Непознато |
| ------ | ------ | ---------------- | ------------ | -------------- | ------------------ | --------- |
| Мушки  | 238    | 79               | 141          | 10             | 7                  | 1         |
| Женски | 237    | 23               | 151          | 56             | 6                  | 1         |
| УКУПНО | 475    | 102              | 292          | 66             | 13                 | 2         |

| Пол    | Укупно                    | Пољопривреда, лов и шумарство | Рибарство                            | Вађење руде и камена | Прерађивачка индустрија       |
| ------ | ------------------------- | ----------------------------- | ------------------------------------ | -------------------- | ----------------------------- |
| Мушки  | 116                       | 90                            | 0                                    | 0                    | 7                             |
| Женски | 71                        | 65                            | 0                                    | 0                    | 1                             |
| Укупно | 187                       | 155                           | 0                                    | 0                    | 8                             |
|        |                           |                               |                                      |                      |                               |
| Пол    | Производња и снабдевање   | Грађевинарство                | Трговина                             | Хотели и ресторани   | Саобраћај, складиштење и везе |
| Мушки  | 0                         | 2                             | 2                                    | 1                    | 0                             |
| Женски | 0                         | 0                             | 2                                    | 0                    | 0                             |
| Укупно | 0                         | 2                             | 4                                    | 1                    | 0                             |
|        |                           |                               |                                      |                      |                               |
| Пол    | Финансијско посредовање   | Некретнине                    | Државна управа и одбрана             | Образовање           | Здравствени и социјални рад   |
| Мушки  | 0                         | 1                             | 5                                    | 0                    | 1                             |
| Женски | 0                         | 0                             | 1                                    | 1                    | 1                             |
| Укупно | 0                         | 1                             | 6                                    | 1                    | 2                             |
|        |                           |                               |                                      |                      |                               |
| Пол    | Остале услужне активности | Приватна домаћинства          | Екстериторијалне организације и тела | Непознато            | Непознато                     |
| Мушки  | 5                         | 0                             | 0                                    | 2                    | 2                             |
| Женски | 0                         | 0                             | 0                                    | 0                    | 0                             |
| Укупно | 5                         | 0                             | 0                                    | 2                    | 2                             |